# Guerre galatienne
Sauf précision contraire, les dates de cet article sont sous-entendues « avant l'ère commune » (AEC), c'est-à-dire « avant Jésus-Christ ».

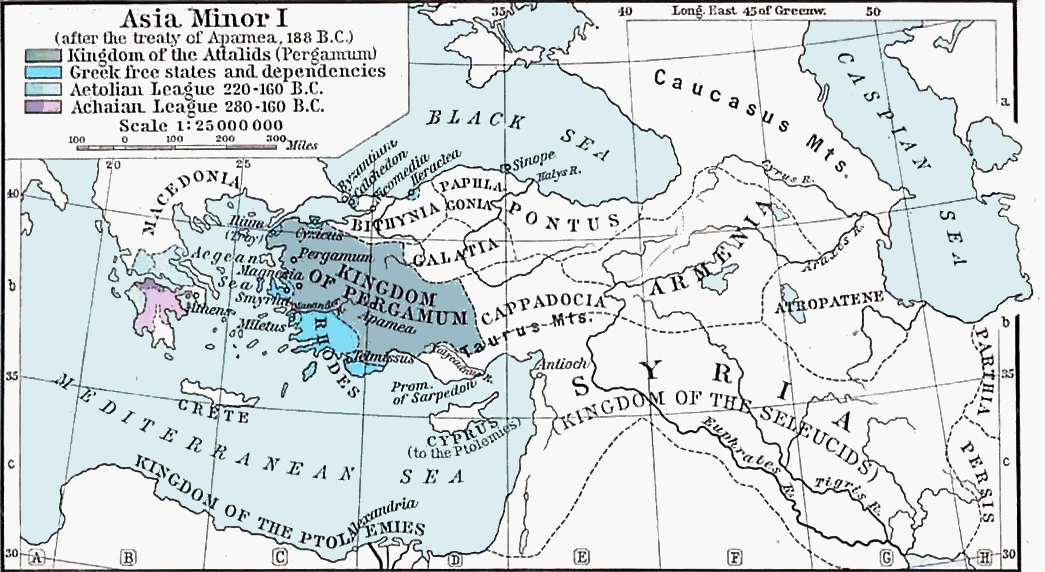
L'Asie mineure en -188

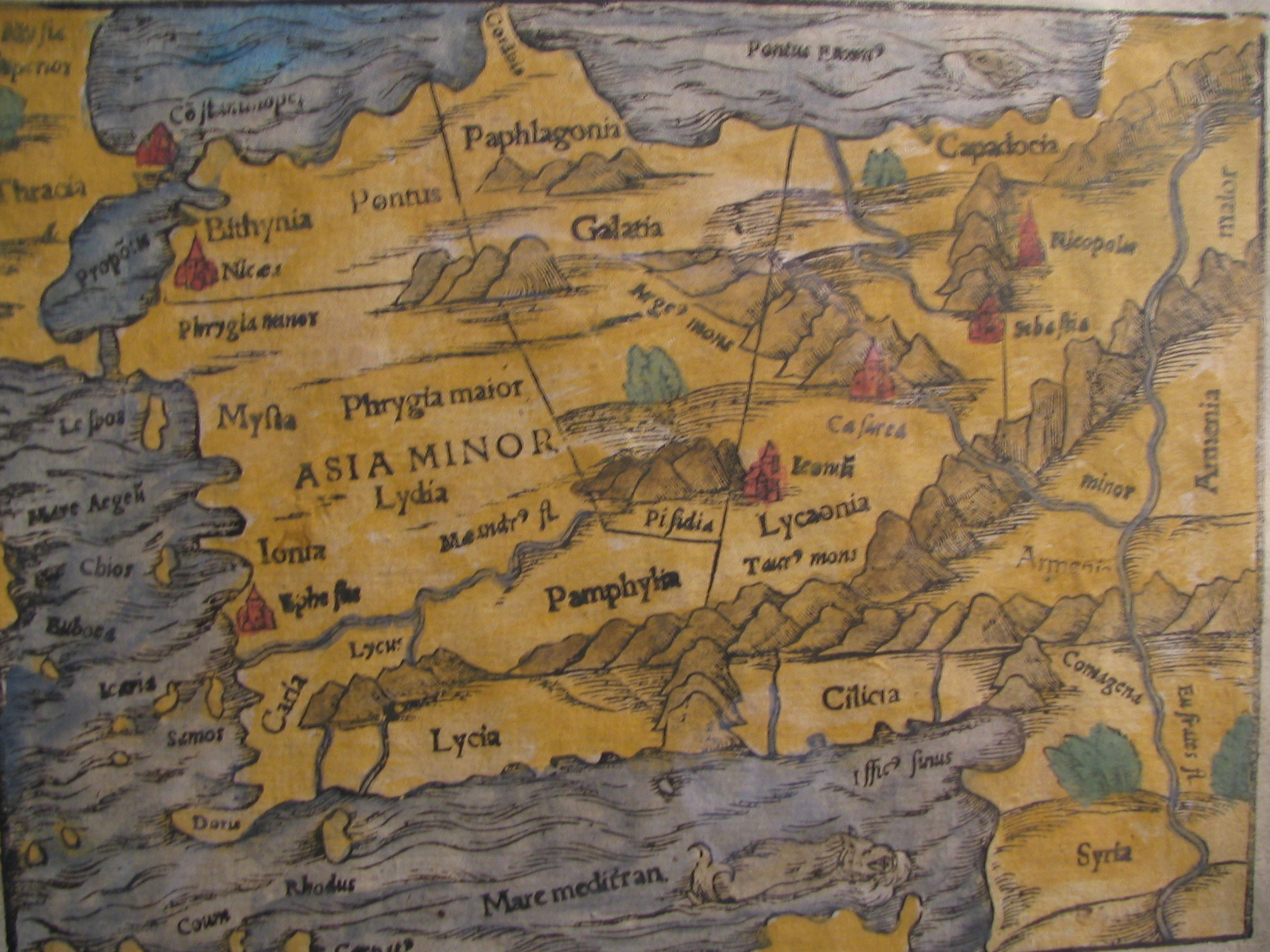
Carte de la Galatie du XV

La guerre galatienne est une guerre entre les peuples gaulois galates et la République romaine supportée par ses alliés Pergame en -189. Elle s'est déroulée en Galatie, Anatolie centrale, dans la présente Turquie.
Les Romains venaient tout juste de défaire les Séleucides dans la guerre antiochique en les forçant à des négociations de paix (en). Après leurs opérations couronnées de succès en Syrie, les Romains tournent leur attention vers les tribus celtiques de Galatie qui avaient émigré en Asie mineure presque un siècle auparavant, avec la Grande expédition. Cnaeus Manlius Vulso, le consul justifie l'invasion en la présentant comme des représailles pour avoir approvisionné les Séleucides durant la guerre. Vulso s'est embarqué dans cette campagne sans la permission du sénat romain. Rejoints par Pergame, les Romains marchent en Anatolie et attaquent les Galatiens qu'ils défont dans une bataille sur le mont Olympe puis ils mettent en déroute une armée plus importante près d'Ankara.
Ces défaites ont forcé les Galates à demander la paix, permettant aux Romains de retourner sur la côte d'Asie Mineure. Toutefois, lorsque Manlius Vulso revient à Rome, il est accusé d'avoir menacé la paix entre les Séleucides et Rome, mais il est blanchi et le Sénat lui accorde un triomphe.

## Préludes

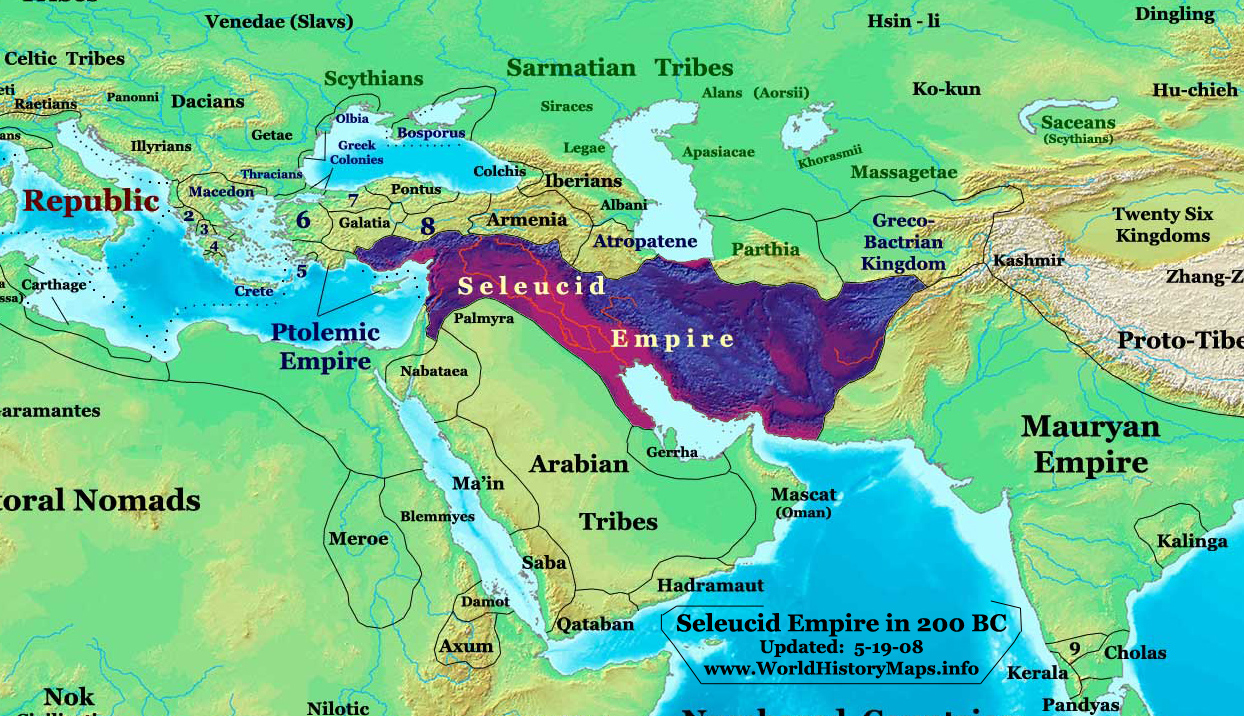
L'empire séleucide en -200

En 191, Antiochos III, le roi séleucide, envahit la Grèce Les Romains décident d'intervenir et ils vainquent les Séleucides à la bataille des Thermopyles. La défaite force les Séleucides à battre en retraite en Asie mineure. Les Romains les suivent à travers la mer Égée et avec leurs alliés, Pergame, ils défont les Séleucides de façon décisive à la bataille de Magnésie du Sipyle.
Les Séleucides demandent la paix et s'entendent avec Scipion l'Asiatique. Au printemps, le nouveau consul, Cnaeus Manlius Vulso, vient pour prendre le contrôle de l'armée de Scipion,. Il a été envoyé pour conclure le traité que Scipion arrangeait. Cependant, il n'était pas content de la tâche assignée et a commencé à planifier une nouvelle guerre. Il s'est adressé aux soldats et les a félicités pour leur victoire et a ensuite proposé une nouvelle guerre, contre les peuples gaulois galates d'Anatolie. Le prétexte qu'il a utilisé pour l'invasion était que les Galates avaient approvisionné les soldats de l'armée séleucide durant la bataille de Magnésie du Sipyle,,. La principale raison de l'invasion était le désir de Manlius de saisir la richesse des Galates, qui étaient devenus riches en pillant leurs voisins, et d'accaparer la gloire.
Cette guerre est la première occasion à laquelle un général romain a commencé une guerre sans l'autorisation du sénat ou du peuple. C'était un dangereux précédent et cela est devenu un exemple pour l'avenir.
Manlius a commencé sa préparation à la guerre en convoquant l'aide de Pergame. Cependant, le roi de Pergame, Eumène II était à Rome, alors son frère, Attale II, qui était le régent a pris le commandement de l'armée de Pergame. Il a rejoint l'armée quelques jours plus tard avec 1000 unités d'infanterie et 500 de cavalerie.

## Marche de l'armée romaine
Selon Polybe, le tétrarque des Tectosages Eposognatos tente sans succès de négocier une réconciliation entre Romains et Galates.

## Bataille du mont Olympe

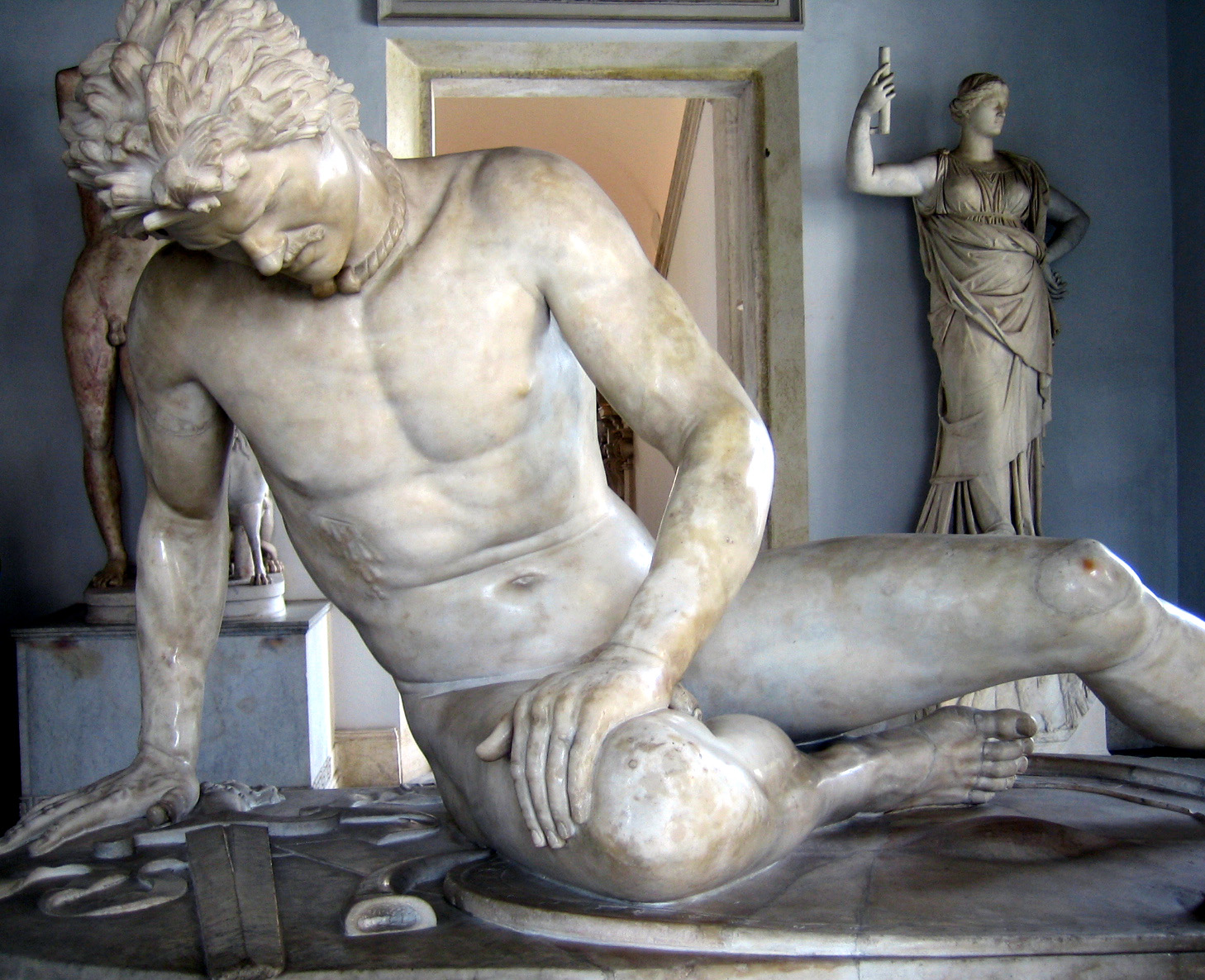
Le Galate mourant, copie romaine d'une sculpture grecque d'un soldat galatien, commandée entre 230 et 220 par Attale Ier de Pergame pour commémorer sa victoire sur les Galates

Bataille du mont Olympe

### Sources primaires
- Tite-Live, traduit par Henry Bettison, (1976). Rome and the Mediterranean. London: Penguin Classics.  (ISBN 0-14-044318-5).
- Polybe, traduit par Frank W. Walbank, (1979). The Rise of the Roman Empire. New York: Penguin Classics.  (ISBN 0-14-044362-2).

### Sources en ligne
- Theodor Mommsen, « A History of Rome. Vol III », Project Gutenberg, 1er mai 2004 (consulté le 16 juillet 2007)
- Robert Pennell, « Ancient Rome : from the earliest times down to 476 A. D. », Project Gutenberg, 1er novembre 2004 (consulté le 16 juillet 2007)
- William Smith, « A Smaller History of Rome », Project Gutenberg, 1er novembre 2006 (consulté le 16 juillet 2007)